# Lissonota prionoxysti
Lissonota prionoxysti là một loài tò vò trong họ Ichneumonidae.